# Theodor von Haßler
Johannes Konrad Theodor Haßler, seit 1898 Ritter von Haßler, (* 3. Juli 1828 in Ulm; † 28. Februar 1901 in Augsburg) war ein deutscher Ingenieur, Unternehmensleiter und industrieller Interessenvertreter. Er war langjähriger Vorsitzender des Centralverbandes deutscher Industrieller.

## Familie
Haßler heiratete am 17. August 1856 Berta Mathilde Wilhelmine von Hößlin (* 2. Januar 1835 in Triest; † 12. Januar 1914 in Augsburg).

## Leben
Sein Vater war der Philologe Konrad Dietrich Haßler. Im Alter von sechzehn Jahren begann Haßler eine gewerbliche Lehre bei der Firma Otto Autenrieth in Ulm. Ab 1847 war er als Volontär bei der Maschinenfabrik Keßler in Karlsruhe tätig. 1848 war er Mitglied eines Freikorps. In Karlsruhe besuchte er auch bis 1849 die mechanisch-technische Abteilung des Polytechnikums. Seit 1850 war er Ingenieur der Reichenbacher Maschinenfabrik in Augsburg (später MAN-Werk). Seit 1857 arbeitete er für Ludwig August Riedinger und war als Ingenieur zuständig für den Bau und die technische Einrichtung von Baumwollspinnereien in verschiedenen deutschen Städten. Haßler war 1859/60 maßgeblicher Initiator der Gründung der Baumwollspinnerei Kolbermoor. Nach einem zwischenzeitlichen Studienaufenthalt in England übernahm er auch die technische Leitung des Betriebes. Im Jahr 1868 wurde er Generaldirektor der Baumwollspinnerei am Stadtbach in Augsburg. Diese war damals das größte Unternehmen dieser Art in Deutschland. Das Unternehmen führte er bis 1889. Seit 1881 gehörte er auch dem Verwaltungsrat der MAN und seit 1885 dem Aufsichtsrat an.
Daneben war er vielfältig im technischen Vereinswesen und in industriellen Interessenverbänden tätig. Er war langjähriger Vorsitzender des Technischen Vereins Augsburg und hat diesen reorganisiert. Außerdem war er Gründungsmitglied des bayerischen Dampfkessel-Revisionsvereins. Er beteiligte sich an der Arbeiterschutzgesetzgebung und dem deutschen Patentgesetz.
Wirtschaftspolitisch stand er auf Seiten der Vertreter des Schutzzolls. Im Jahr 1870 wurde er Ausschussmitglied des Vereins Süddeutscher Baumwollindustrieller. Später war er Präsident der Organisation. Im Jahr 1875 war Haßler an der Gründung des Centralverbandes Deutscher Industrieller beteiligt. Seit 1880 war er Präsident des CDI. Mit kurzer Unterbrechung behielt er das Amt bis kurz vor seinem Tod.
Allgemeinpolitisch war Haßler zunächst ein Anhänger von Otto von Bismarck. Im Jahr 1898 war er maßgeblich an einer Industriellenkundgebung zum Ausbau der deutschen Flotte beteiligt. Diese ging der Gründung des deutschen Flottenvereins voraus. Seit 1896 gehörte er dem Reichsrat der Krone Bayerns an. Im Jahr 1898 wurde er als Ritter von Haßbach in den Personenadel des Königreichs Bayern aufgenommen.